# Spoorverdubbeling
Spoorverdubbeling is het vergroten van de capaciteit van een spoorlijn door een verdubbeling van het aantal sporen.

## Van enkelspoor naar dubbelspoor
Door een uitbreiding van één naar twee sporen worden de heen- en terugrichting van elkaar gescheiden,
en wordt het, doordat er niet meer gewacht hoeft te worden op tegenliggers, eenvoudiger om meerdere treinsoorten (bijvoorbeeld stop- en sneltreinen) te laten rijden in halfuurs- of kwartierdienst.
Bij een enkelsporig baanvak is dit vaak zeer moeilijk in te passen, door de beperkte kruisingsmogelijkheden.

## Van dubbelspoor naar viersporigheid
Een uitbreiding van twee naar vier sporen maakt het mogelijk langzame en snelle treinsoorten van elkaar te scheiden. Hierdoor wordt het mogelijk stoptreinen in 'metro-achtige' frequenties te laten rijden, zonder dat dit hinder voor of door sneltreinen en Intercity's oplevert. Soms wordt een uitbreiding naar vier sporen ook aangelegd om treinendiensten in verschillende richtingen van elkaar te scheiden.

## Recente spoorverdubbelingen in België
Dit overzicht is mogelijk incompleet; u kunt helpen door het uit te breiden.
- 2016: Spoorlijn 50A tussen Y Klein-Eiland en Denderleeuw

## Recente spoorverdubbelingen in Nederland
Vanaf 1974 tot heden. Het vermelde jaartal is het jaar van oplevering; projecten zijn altijd eerder gestart dan het aangegeven jaar. Vanaf 1988 zijn veel projecten afkomstig uit het Rail21-plan van de NS.
- 1974: Heraanleg van het tweede spoor tussen Steenwijk en Wolvega, dat tijdens de spoorwegstaking van 1944 door de Duitsers was verwijderd;[1]
- 1974-1983: van enkel- naar dubbelspoor tussen Zaandam en Hoorn via Purmerend, tevens elektrificatie;
- 1976: Den Haag HS – Den Haag Mariahoeve viersporig gemaakt, en tevens de verbindingsboog naar Den Haag CS verdubbeld naar vier sporen;
- 1978: Zwolle – Emmen dubbelsporig gemaakt tussen Herfte aansluiting en Dalfsen;
- 1981: Nijmegen – 's-Hertogenbosch spoorverdubbeling tussen Oss en Ravenstein, met uitzondering van de spoorbrug over de Maas;
- 1983: Amsterdam Sloterdijk – Hemtunnel deels vier-, deels driesporig;
- 1985: Leiden – Alphen aan den Rijn gedeeltelijk dubbelsporig ter hoogte van Hazerswoude;
- 1987: Weesp – Flevolijn / Gooilijn deels viersporig;
- 1987: Zwolle – Emmen van enkel- naar dubbelspoor tussen Mariënberg en Gramsbergen, en tevens geëlektricificeerd;
- 1988: Moerdijkbrug – Lage Zwaluwe viersporig;
- 1993: Hoorn – Hoorn Kersenboogerd van enkel- naar dubbelspoor;
- 1993-1995: Gouda – Gouda Goverwelle viersporig inclusief hefbrug over de Gouwe;
- 1994: Rotterdam CS – Dordrecht viersporig (in fasen gebouwd, en pas in zijn geheel afgerond in 1997);
- 1995: Leiden Centraal – Den Haag HS viersporig (eveneens in fasen gebouwd);
- 1996: Utrecht Centraal – Blauwkapel aansluiting viersporig;
- 1996: Den Haag HS – Rijswijk viersporig;
- 1996: Amsterdam Centraal – Amsterdam Sloterdijk geheel zessporig (ook wel het Singelgrachttracé genoemd);
- 1996: Heerhugowaard – Schagen van enkel- naar dubbelspoor;
- 1997: Weesp – Gaasperdammerweg aansluiting (Schiphol /Amsterdam) viersporig, deels zessporig;
- 1998: Grijpskerk – Veenwouden (Feanwâlden) (spoorlijn Harlingen - Nieuwe Schans) van enkel- naar dubbelspoor;
- 1998: 's-Hertogenbosch – Vught aansluiting van 2 naar 3 sporen;
- 1998: Amersfoort – Amersfoort aansluiting (splitsing Nijkerk en Barneveld) gedeeltelijk zessporig, grotendeels viersporig;
- 2000: Amsterdam Riekerpolder aansluiting – Schiphol  – Hoofddorp deels zessporig en deels viersporig;
- 2002: Boxtel – Eindhoven Centraal viersporig;
- 2003: Groningen Noord – Sauwerd aansluiting van enkel- naar dubbelspoor;
- 2004: Breda – Breda aansluiting viersporig;
- 2005: Harmelen aansluiting - Woerden viersporig;
- 2007: Amsterdam Bijlmer ArenA - Utrecht Centraal viersporig;
- 2010: Utrecht Leidsche Rijn - Harmelen aansluiting viersporig
- 2010: Houten - Houten Castellum viersporig
- 2014: 's-Hertogenbosch – Aansluiting Diezebrug van twee naar vier sporen, tevens een vrije kruising[2]
- 2016: Utrecht Centraal – Lunetten aansluiting achtsporig[3]
- 2016: Lunetten-aansluiting – Houten viersporig[3]
- 2016: Riekerpolder-aansluiting – Duivendrecht viersporig[4]
- 2018: Utrecht Centraal – Utrecht Leidsche Rijn viersporig[5]
- 2019: Zevenaar - Didam dubbelsporig[6]
- 2020: Zuidhorn - Hoogkerk dubbelsporig[7]
- 2020: Groningen - Groningen Europapark viersporig
- 2021: Zwolle - Herfte Aansluiting viersporig[8]

- 2024: Rijswijk – Delft Campus viersporig
- 2024: Delfshavense Schie aansluiting - Schiedam Centrum (voormalige sporen Hoekse lijn) viersporig

### In planning
- 2023?: Roermond - Mook Molenhoek 5 gedeelten worden dubbelsporig[9]
- 2027?: 's-Hertogenbosch – Vught aansluiting viersporig[10]